# میدلا
میدلا (به انگلیسی: Meedla) یک روستا در دهستان سارما، شهرستان ساره واقع در غرب استونی است.
قبل از اصلاحات اداری در سال ۲۰۱۷، این روستا در منطقه Lääne-Saare بود.